# Ришельё, Арман Жан дю Плесси
Арма́н Жан дю Плесси́ де Ришельё (в русской традиции — Ришелье́, фр. Armand Jean du Plessis de Richelieu), более известный как кардинал Ришельё или Красный кардинал (фр. Éminence rouge, дословно — «Красное преосвященство»; 9 сентября 1585, Париж — 4 декабря 1642, там же) — французский государственный деятель, центральная фигура времён царствования Людовика XIII; кардинал Католической церкви (1622), 1-й герцог де Ришельё (1631), герцог де Фронсак (1634), фактически управлявший Францией в качестве первого министра (с 1624). Также занимал посты Государственного секретаря по иностранным и военным делам (1616—1617) и губернатора Бретани (с 1632).

## Ранние годы

### Происхождение
Первым известным предком кардинала был Гильом I дю Плесси, живший около 1201 года и умерший после 1213. Дворянские корни у рода дю Плесси уверенно прослеживаются, начиная с конца XIV века — с Соважа дю Плесси, сеньора Вервольера, жившего около 1388 года и умершего в 1409 году. Древность рода, королевская служба и удачные брачные союзы позволяли семье в XVII веке пользоваться придворными почестями.
Родовое имя Ришельё появилось после того, как сын Соважа дю Плесси, Жоффруа, женился на Перрин де Клерамбо — сестре Луи де Клерамбо, получившего сеньорию Ришельё в наследство. Луи передал почти все свои владения племяннику, и таким образом сын Жоффруа и Перрин, Франсуа, первым из дю Плесси стал наследником земли Ришельё; так Ришельё вошло в состав фамилии как родовое имя.
В дальнейшем Ришельё удалось заключить выгодные браки с домами Монморанси (25 января 1489 года Франсуа дю Плесси женился на Гийоне де Лаваль) и Рошешуар (16 января 1542 года Луи дю Плесси, дед кардинала, женился на Франсуазе де Рошешуар), ведущими свой род с X века. Таким образом, как отметил позже кардинал де Рец: «Ришельё был благородного происхождения».
Продвижению по службе Франсуа III де Ришельё, отца кардинала, во многом способствовала честная служба рода Ришельё в прошлом. Отец Ансельм писал, что дед кардинала Луи I дю Плесси «честно отслужил королям Франциску I и Генриху II». Один из его братьев Жак был посвящён в сан епископа, заняв должность в Люсоне. Он оставался епископом Люсонским до своей смерти в 1592 году. Другие дю Плесси прославились в военном деле.
Франсуа де Ришельё имел почти безупречный послужной список, занимая посты главного прево Франции, государственного советника, капитана королевских гвардейцев. 31 декабря 1585 года стал кавалером ордена Святого Духа, одним из ста сорока его рыцарей на тот момент. Являясь одним из высших должностных лиц при дворе Генриха III, отец Армана имел все привилегии высшей знати. Король доверял ему. После убийства короля 1 августа 1589 года никто не посмел упрекнуть Франсуа в недостаточной защите монарха. Он задержал Жака Клемана и, спустя час после убийства, составил протокол, который содержал свидетельские показания очевидцев и который является для нас самым точным и полным свидетельством всего этого события.
Франсуа де Ришельё был одним из первых, кто признал Генриха IV новым королём. Последний не только сохранил за Франсуа должность главного прево, но и назначил его капитаном королевской гвардии. Генрих IV способствовал его карьере, так что Ришельё имел все шансы стать герцогом, но 10 июля 1590 года Франсуа умер от лихорадки, находясь в Гонессе.
Мать Армана, Сюзанна де Ла Порт, принадлежала к дворянству мантии. Она была дочерью известного парижского адвоката Франсуа де Ла Порта, служившего интересам Мальтийского ордена. За эту службу в рыцари был произведен сводный брат Сюзанны, Амадор. Заняв пост главного приора, он не оставил Сюзанну без поддержки. Вес в обществе ей также обеспечивал орден Святого Духа мужа.
Арман был четвёртым из пяти детей в семье Франсуа и Сюзанны. У него было два брата и две сестры: Франсуаза (род. в 1578 г.), Анри (род. в 1580 г.), Альфонс Луи (род. в 1582 или в 1583 г.), Николь (род. в 1586 или 1587 г.)

### Детство и юность
Арман Жан дю Плесси де Ришельё родился 9 сентября 1585 года в Париже, в приходе Сент-Эсташ, на улице Булуа. Торжественная церемония крещения в церкви Сент-Эсташ состоялась только 5 мая 1586 года по причине «тщедушного, болезненного» здоровья новорождённого. 31 декабря 1585 года его отец стал кавалером ордена Святого Духа, поэтому пышная церемония должна была подчеркнуть его положение в обществе и продемонстрировать лояльность монарху. Крёстными отцами Армана Жана стали два маршала Франции — Арман де Гонто-Бирон и Жан д’Омон, давшие ему свои имена. Крёстной матерью стала его бабка Франсуаза, урождённая Рошешуар. За торжественной процессией из особняка Суассон наблюдала королевская семья. Восхищённый Генрих III пожаловал Франсуа 118 000 экю. Таким образом, с самого рождения Арман оказался среди высшей знати Франции при королевском дворе. Но после смерти в 1590 году Франсуа дом Ришельё теряет свою известность. Главой семьи становится сначала Сюзанна, а позже старший сын Анри, объявивший себя маркизом де Ришельё. Целью Анри стало признание в армии и доверие Марии Медичи.
С 1588 года по 1594 год Арман обучался в аббатстве Сен-Флоран в Сомюре, считавшемся провинцией. В 1594 или 1595 году Ришельё вернулся в Париж, где был зачислен в аристократический Наваррский коллеж, место обучения «золотой молодежи той эпохи». Там он наладил прочные отношения с семейством Бутийе — четырьмя братьями, сыновьями адвоката, который работал на Франсуа де Ла Порта. Он также установил отношения с Мишелем лё Малем, который впоследствии стал его секретарём и доверенным лицом в финансовых вопросах и оставался с ним на протяжении всей своей жизни.
После окончания коллежа, несмотря на слабое с рождения здоровье, Арман хотел стать военным, тем более, что именно такая карьера тогда считалась наилучшей для всех младших сыновей дворянских семей. Он, с титулом маркиза дю Шийу (фр. du Chillou), поступил в академию кавалерии Плювинеля, где обучался фехтованию, верховой езде, танцам и хорошим манерам.
В это время старший брат, Анри, уже был представлен ко двору, стал дворянином парламента. Другой брат, Альфонс, должен был стать епископом в Люсоне, церковном диоцезе, пожалованном семье Ришельё ещё Генрихом III. Но в 1603 году, уже получив назначение, Альфонс решил стать монахом-картезианцем. Арман Жан согласился стать епископом вместо брата в конце 1603 или начале 1604 года. Он пошёл на это из чувства преданности своей семье и, несомненно, по настоянию Анри, которому причиталось по 4000 ливров в год из доходов епархии.
Будущий кардинал сначала был отправлен изучать философию в коллеж в Кальви, потом продолжил обучение в Наваррском коллеже, после чего проходил бакалавриат по богословию в Сорбонне и взял имя аббата де Ришельё. Уже после посвящения в сан епископа, летом 1607 года, он в обход всех принятых норм и сроков защитил диссертацию в Париже, а 29 октября получил степень доктора богословия и стал членом и стипендиатом (hospes et socius) Сорбонны.

## Епископ Люсона
Ришельё занимал должность епископа Люсона пятнадцать лет, с 1608 по 1623 год. Позже, когда у него самого окажется значительная роль в выборе будущих французских епископов, опыт этого периода поможет ему давать королю в основном удачные советы, по мнению историков. Основной тезис будущего кардинала в этот период: «Епископы являются не просто администраторами, уполномоченными папой, но учителями веры, наследниками апостолов».

### Начало епископства
Первое письмо Папе Римскому с просьбой о назначении Армана Жана епископом Генрих IV отправил в конце 1603 года. Арман Жан получил от Альфонса две небольшие приории в Турской епархии, а в 1604 году обратился к папскому нунцию с вопросом о возможности получить разрешение Папы на занятие поста епископа до достижения установленного для этого возраста. Папа Римский Климент VIII ответом не обнадёжил, но когда французский посол вновь поднял вопрос перед новым папой, Павлом V, он получил ответ, что Арман Жан может надеяться на счастливый исход, когда обратится с просьбой.
18 декабря 1606 года Генрих IV утвердил за аббатом де Ришельё пост епископа Люсонского, оставалось получить разрешение Папы Римского.
В Риме, куда зимой 1607 отправился за получением епископского сана молодой Арман Жан дю Плесси де Ришельё, сначала возражали против его кандидатуры из-за юного возраста. Будущему епископу пришлось задержаться в Италии на несколько месяцев, в течение которых папа Павел V провел несколько бесед с «многообещающим молодым человеком». В свободное время Арман знакомился с античным и современным искусством. 17 апреля 1607 года было принято положительное решение, и кардинал Живри посвятил Ришельё в сан епископа Люсонского в церкви Сан-Луиджи-деи-Франчезе.
2 июня в Фонтенбло он принёс присягу королю, необходимую для того, чтобы получать доходы с церковных владений.
21 декабря 1608 года Ришельё вступил в должность епископа в Люсоне, проявив себя хорошим руководителем и педагогом, тщательно следовавшим положениям Тридентского собора. Французский епископ начала XVII века должен был помимо духовных функций заниматься экономическими, административными, социальными и политическими вопросами на территории своего диоцеза. По отзывам современников, «Люсон не вошёл бы в ранг городов, если бы не тот факт, что он считался епископством». Это был скорее большой посёлок на юге посреди пустынной местности с бедными прихожанами, уставшими от длительных религиозных войн. Кафедральный собор и резиденция епископа находились в «плачевном состоянии»; доход епископства составлял всего 18 000 ливров. «Нерегулярное физическое участие в делах своего диоцеза» и частое проживание вдали от своего собора не мешало Ришельё быть «трудолюбивым администратором», поручающим дела другим и контролирующим их исполнение.
С самого начала новый епископ понимал необходимость проведения реформ: «Здесь всё находится в таком запустении, что на восстановление потребуется год». Требовалось тактично, но твёрдо навести строгий церковный порядок для духовенства. Объезжая и изучая свой диоцез, Ришельё проповедовал и пытался поднять значение приходских церквей, но столкнулся с плохо образованными и небрежными священниками, которые были не в состоянии хорошо наставлять паству. Поэтому он обязал священников своего диоцеза ежедневно читать требник Тридентского собора и расширять свои знания, соблюдать «набожность и целомудрие», тщательно вести проповедь, одеваться соответственно своему сану; запретил им торговлю и азартные игры. Чтобы набрать новых достойных священников, Ришельё основал свою епископальную семинарию в Люсоне. Не имея достаточной власти над старинными орденами, Ришельё для усиления своего влияния приглашает новый орден любимых народом капуцинов, а позже ораторианцев. В Люсоне в 1609 году состоялась первая встреча Ришельё с отцом Жозефом дю Трамбле, монахом-капуцином, который впоследствии получит прозвище «серый кардинал» и будет играть огромную роль во внутренней и особенно внешней политике Ришельё.
Ко времени его пребывания в Люсоне относится и написание ряда интересных теологических работ, адресованных простому народу — «Наставления христианину», где Ришельё в доступной для народа форме излагает основные аспекты христианского учения. Среди других работ: «Основы католической веры», «Трактат о совершенствовании христианина», «Об обращении еретиков», «Синодальные ордонансы».

### Генеральные штаты 1614 года
Молодому Ришельё уже казалось, что все про него забыли. Обратить на себя внимание будущему кардиналу удалось только в 1614 году на собрании Генеральных штатов, куда его выбрали представителем от духовенства. Собрание разочаровало Армана своей бесполезностью: наказы сословий и представителей не были изучены и учтены, а экономические вопросы и вопросы управления государством вообще не решались. Тем не менее, активная деятельность Ришельё и его речь были замечены. До 1614 года было время официального регентства Марии Медичи, которая фактически правила вместе со своим фаворитом Кончино Кончини, сделав последнего к недовольству знати маршалом Франции.
В 1615 году двор и королева-мать были заняты подготовкой брачных союзов: французскую принцессу Елизавету выдавали замуж за испанского наследника, а в жёны Людовику XIII прочили испанскую инфанту Анну. Ришельё был назначен секретарём Марии Медичи и духовником Анны Австрийской, ставшей 28 ноября 1615 года новой королевой Франции. Первое время будущий кардинал разбирался в отношениях «непонятого и нелюбимого» короля со своей матерью, всё больше погружаясь в политические игры. При одобрении королевы-матери маркизу д’Анкру удалось ввести в Совет трёх протеже, в результате чего 30 ноября 1616 года Ришельё был назначен на пост военного министра. Король пришёл в ярость от подобного самоуправства маркиза, из-за чего сразу невзлюбил Ришельё.
Ришельё был решительно настроен против существовавшего тогда курса правительства, направленного на неравноправный союз с Испанией и пренебрежение национальными интересами Франции, но тогда епископ Люсонский не смел открыто противостоять правительству. Финансы государства также находились в плачевном состоянии, постоянно существовала угроза очередных мятежей и гражданской войны.

### Ссылка и войны Марии Медичи с сыном
24 апреля 1617 года по приказу Людовика во время ареста убили фаворита королевы-матери Кончино Кончини. Узнав о выполненном поручении, король воскликнул: «Большое спасибо! Огромное спасибо всем! С этого часа я король». 3 мая 1617 года Мария Медичи была отправлена в ссылку в замок Блуа. Ришельё, к этому времени уже бывший её любимцем, последовал за королевой-матерью. В Блуа он занимал пост главы Совета королевы-матери, а также являлся хранителем печати. Опасаясь королевского предубеждения, Ришельё позднее покидает Блуа и возвращается в Люсон. 7 апреля 1618 года был сослан в Авиньон, где работал над своим сочинением «Основы вероучения».
В феврале 1619 года Мария Медичи покинула Блуа, и 22 февраля началась её первая война с сыном. Противостояние в королевской семье стало шансом для Ришельё наладить отношения с королём, который рассчитывал на содействие епископа, приближённого к Марии Медичи, в погашении конфликта. 30 апреля удалось заключить Ангулемский мирный договор. С июня Ришельё был назначен канцлером королевы-матери, сюринтендантом дворца и финансов. Уже 7 июля 1620 года началась вторая война между королём и Марией Медичи, запомнившаяся «смешной историей» у Пон-де-Се и завершившаяся поражением королевы-матери. Переговорами, завершившимися подписанием 10 августа Анжерского мирного договора, в том числе занимался и Ришельё. Во время войн с сыном при королеве-матери только Арман де Ришельё и Пьер де Берюль придерживались умеренных позиций, и если последний действовал из миролюбия, то мотивы Ришельё были исключительно политическими. Епископ стремился угодить Людовику XIII и при этом остаться верным Марии Медичи. Благодаря своим миротворческим талантам, осторожности и гибкости Ришельё получил обещание короля добиться для него сана кардинала.
19 мая 1623 года Ришельё отказался от Люсонского епископства.

## Кардинал-министр на службе государства
Пообещав Ришельё сан кардинала, Людовик сразу же пожалел о своём решении, так как теперь епископ не только раздражал его, но пугал своей амбициозностью и авторитарностью. Сомнения монарха и его окружения, а также занятость внешней и внутренней политикой привели к тому, что шляпу кардинала Ришельё пришлось ждать два года. Также негативно влияла чрезмерная прямолинейность епископа в этом вопросе, утомлявшая окружающих. Во время ожидания Арман размышлял о необходимости ослабления знати, протестантов и Австрийского дома, что позже изложил в «Политическом завещании». 5 сентября 1622 году Ришельё был возведён в сан кардинала Римско-католической церкви. На окончательное решение монарха в значительной степени повлияла Мария Медичи. Она же в дальнейшем способствовала введению через два года кардинала в Совет с целью получить там союзника для своего возвращения в правительство.
Ришельё стал активно появляться при дворе и участвовать в политических интригах. Меж тем, положение в государстве оставалось плачевным. Королю Людовику XIII был нужен человек, способный найти выход из тупика, и таким человеком оказался Ришельё.
29 апреля 1624 года кардинал после шести лет отсутствия снова входит в Совет. 13 августа 1624 года Арман де Ришельё становится номинальным главой Совета, первым министром Людовика XIII. С этого момента он стремился отдалиться от королевы-матери, чтобы максимально приблизиться к королю.

В своём «Политическом завещании» Ришельё пишет о положении Франции в то время:
«Когда Ваше Величество соблаговолили призвать меня в Ваш Совет, могу удостоверить, что гугеноты разделяли с Вами власть в государстве, дворяне вели себя так, словно не были Вашими подданными, а губернаторы чувствовали себя суверенами своих земель… союзы с иностранными государствами были в запущенном состоянии, а собственная корысть предпочиталась общей пользе»
Ришельё понимал, что главными врагами на международной арене являются габсбургские монархии Австрии и Испании. Но Франция ещё не была готова к открытому конфликту. Ришельё знал, что государству не хватает необходимых ресурсов для этого, необходимо решить внутренние проблемы. Однако он отвергает союз с Англией в лице её премьер-министра герцога Бекингема, которого Ришельё считал шарлатаном и авантюристом.
Внутри страны Ришельё успешно раскрывает заговор против короля, направленный на устранение монарха и возведение на престол его младшего брата Гастона Орлеанского. В заговоре участвуют многие знатные вельможи и сама королева. Планировалось в том числе и убийство кардинала. Именно после этого случая у кардинала появляется личная охрана. 20 мая 1626 года Ришельё добивается разрешения на вооружённую гвардию.

### Война с Англией и осада Ла-Рошели
Приходу к власти Ришельё предшествовал, по версии некоторых историков, важнейший этап истории Франции и всей Западной Европы — эпоха Реформации с её религиозными войнами для коренной реформы Церкви. Развивающейся буржуазии, к XVI веку всё больше стремящейся к политической власти, требовалось более простое и не такое дорогое христианство, которое бы в отличие от католического, санкционировавшего власть монархии и элиты, служило их интересам. В качестве такой религии выступал протестантизм, практически одновременно продвигаемый немцем Лютером и французом Кальвином. Протестантизм уверенно одержал победу в ряде европейских стран, в ответ на что католический мир созвал Тридентский собор, установивший «непогрешимость папы», создал ордена иезуитов и центральный инквизиторский трибунал в Риме. Началось преследование протестантов, истребление любого инакомыслия, что привело к периоду религиозных войн. Во Франции лютеранство было быстро пресечено королевской властью, а стремительно растущее число кальвинистов, которыми часто становились оппозиционные провинциальные дворяне, всё равно сильно уступало «добрым католикам». Столкновения протестантов, называемых в стране «гугенотами», с католиками привели во второй половине XVI века к гражданской войне. Несмотря на полную победу католицизма, король Генрих IV издал в 1598 году Нантский эдикт, согласно которому протестантизм оставался дозволенной религией. Более того, гугеноты получили 147 крепостей на юге Франции, среди которых была и Ла-Рошель. Получившие значительную автономию и независимость, земли гугенотов стали практически государством в государстве. Власти Ла-Рошели имели право жаловать дворянством, которое лишь формально подтверждалось французскими королями. Город мог вести свободную торговлю даже с вражескими государствами. Короли должны были при въезде клясться «на Евангелии <…> уважать местные свободы и права». Подобная автономия склоняла жителей к обретению полной независимости. Общественное устройство Ла-Рошели склонялось к республике, а с учётом кальвинистского отрицания божественности королевской власти даже напоминало демократию. Таким образом, столкновение с католической королевской Францией являлось, практически, противостоянием разных цивилизаций.
Войну против неповиновения гугенотов и их вызывающего поведения Людовик вёл ещё в 1620—1622 годах. В 1622 году король приказал построить укреплённый форт Луи в 2 километрах к востоку от Ла-Рошели, что показалось жителям крепости угрозой своей независимости. Лидеры гугенотов герцоги Роган и Субиз в 1625 году совершают провокации и стычки в западных портах, портах Бретани, Медока и Ре. В ответ король укрепляет защиту портов, и в августе 1627 года строит укрепления на подступах к форту Луи. Последнее было расценено ларошельцами как начало открытых военных действий, поэтому в сентябре они обстреливают форт, что приводит к осаде. Уникальная осада Ла-Рошели заняла заметное место в национальной мифологии французов. Вступив в 1626 году в должность «гроссмейстера, начальника и сюринтенданта морского и торгового флота Франции», Ришельё был вынужден вступить в войну с гугенотами. Ла-Рошель в то время являлась вторым или третьим по величине портом Франции с одними из лучших в Европе укреплениями. Развитие флота не могло сочетаться с неповиновением герцогов Субиза и Рогана. Возникшая задача сломить «решение всего народа сопротивляться до смерти, чтобы защитить свою религиозную, политическую и экономическую независимость» становится главной заботой кардинала. Король и кардинал стали главнокомандующими осадой Ла-Рошели. Потребовалось несколько месяцев для строительства наземного окружения, но выход в океан позволял защитникам обеспечивать себя пропитанием. Чтобы отрезать крепость от океана сначала итальянский изобретатель Помпео Таргона предложил перегородить порт «посредством больших эстакад из цепей, поддерживаемых трубами и бочками, а также понтонов и плавающих батарей». Но первый же шторм сломал сооружение. Вторая попытка преградить доступ в порт проходила под руководством архитектора Клемана Метезо, который предложил построить монументальную плотину длиной 1400 метров. С 30 ноября 1627 года по март 1628 года Ришельё строил плотину, закрывающую с моря вход в Ла-Рошель. Самостоятельные попытки ларошельцев разрушить плотину оказались безуспешными, а извне им никто не пришёл на помощь.
В 1626 году ларошельцы обратились за поддержкой к английскому королю Карлу I и герцогу Бэкингему. Назначение кардинала гроссмейстером обеспокоило Англию, и с весны 1627 года «Англия и Франция на грани разрыва. От войны холодной они переходят к войне ограниченной». 20 июля 1627 года герцог Бэкингем атаковал остров Ре. Странный выбор цели, по мнению историков, объяснялся тем, что герцог больше искал славы для себя, чем заботился о помощи Ла-Рошели. Защитники острова отступили в форт Сен-Мартен, который им удалось отстоять, а после получения подкрепления, выдержать главную атаку англичан 6 ноября. После чего английский флот отступил.
С 4 февраля Ришельё был назначен генерал-лейтенантом королевских войск в Пуату, Сентонже, Они и Ангумуа. Бекингем жаждал продолжения войны, но 2 сентября 1628 года его в Портсмуте убил фанатик Джон Фелтон, о чём король узнал только 13 сентября. 28 октября 1628 года Ла-Рошель пала. Взятие города сыграло важную роль в подавлении политической оппозиции.

### Решение религиозного вопроса
Действия Ришельё при решении конфликта с мятежными гугенотами Ла-Рошели вызвали обвинения в адрес кардинала в пренебрежении интересами католической Церкви и неоправданном попустительстве еретикам, многие из которых были помилованы кардиналом после того, как они дали клятву верности королю Франции. Оставаясь искренним католиком, Ришельё чётко различал гугенотов политических, то есть тех кто выступал за существование независимой от центра политической партии, и религиозных, которых он стремился переубедить с помощью уговоров. Если не получалось их уговорить, то он отправлял их на окраины страны. К 1630 году проблема религиозной напряжённости во Франции была снята благодаря Ришельё, который выдвинул идею единства по национальному и гражданскому признаку. Религиозные конфликты в стране прекратились. Их возобновление случится только после смерти кардинала. При этом католики занимали все ключевые посты в столице и крупных городах, а протестанты находились в положении угнетаемого меньшинства на окраинах страны.

### Развитие военного и торгового флота
В октябре 1626 года Людовик XIII создал специально для кардинала должность «гроссмейстера, начальника и сюринтенданта морского и торгового флота Франции». В это время флот Франции состоял всего из 12 галер в Средиземном море и базы корсаров на западном побережье. В Средиземном море господствовал флот Испании, считавшейся главным морским противником; у Голландии и Англии флот был несравненно лучше; даже у Дании и Швеции в это время флот был более многочисленным. Кардиналу удалось доказать королю «важность власти на море и, следовательно, необходимость морского флота», как минимум, в 40 галеонов на западе и 30 галер в Леванте. Новая должность, вместо упраздненной ранее должности адмирала, позволила Ришельё получить власть не только в Пикардии, Нормандии и Гиени, но взять в свои руки управление портами Гавр, Бруаж, Леванта, Марсель и Тулон, стратегически важными островами Ре и Олерон, стать адмиралом Бретани и Прованса. Благодаря концентрации власти в одних руках, появилась возможность унификации военно-морского флота, организации первого полноценного морского департамента, соединившего в себе стратегическую, административную и судебную функции.
Для скорейшего роста военных сил первые корабли покупались в Голландии и на Мальте. Жан Майер писал, что «при Ришельё само понятие военного порта находится в зачаточном состоянии». Порт служил кораблям, в основном, укрытием от шторма. Ришельё требовалось в кратчайшие сроки соорудить береговые укрепления, обеспечить условия для создания и вооружения собственных военных кораблей, в том числе пригласить достаточное число строителей кораблей, в основном, из той же Голландии. Для обеспечения флота офицерами и экипажем были открыты гидрографические школы. Использовались предложения предыдущего адмирала Анри де Монморанси, идеи «классового строя» Кольбера, учёт военнообязанных моряков, собственные мысли Ришельё. Также кардиналу удалось подобрать и подготовить хороших военачальников для командованием флотами: Пон-Курле, Сурди, Майе-Брезе. Эти действия позволили Ришельё и одному из его самых доверенных лиц, дяде Амадору де ла Порту, уже к объявлению Францией войны Испании в 1635 году обеспечить «тридцать пять линейных кораблей, двенадцать кораблей поддержки, двадцать четыре галеры, три фрегата, десять брандеров, одну бригантину, четыре фелуки; тысячу пушек; 5500 матросов на западе, 9755 человек в Леванте».
Ещё в ноябре 1626 года Ришельё ознакомился с «Докладной запиской» Исаака де Разильи (1578—1635) «мелкого дворянина из окрестностей Шинона», в которой тот призывал к развитию флота, в частности, отмечая, что «те, кто правит государством, несерьёзно относятся к навигации». Особенно врезалось в память кардиналу, что «всякий хозяин моря обладает большой властью на земле». Опираясь в том числе на эту записку, Арман де Ришельё выступал на собрании нотаблей 1626—1627 годов, где помимо военного флота отмечал важность развития торгового флота. Кардинал осознавал, что морское господство перестало быть только признаком власти и величия, но всё больше гарантировало свободную торговлю, возможность основать колонии и нести туда христианство. Франции необходимо было избавляться от замкнутости по примеру Испании, Голландии и Англии, с начала XVII века развивающих морские торговые компании. После ассамблеи план Разильи и Ришельё становится королевским планом развития для торгового флота. Ришельё стремился копировать английскую модель: создаваемые компании должны были одновременно быть торговыми и колонизаторскими. Из-за отсутствия морской традиции серьёзной проблемой стало предубеждение среди дворян, что торговлей могут заниматься только «плохие французы», поэтому участники торговых компаний лишатся дворянства. Ришельё приходилось в декларациях и кодексах специально уточнять, что это не так, и даже в некоторых случаях, наоборот, предлагать дворянство: «А в случае, когда среди числа поименованных компаньонов найдется кто-то незнатного происхождения, мы желаем и подразумеваем пожаловать дворянством». В целом, Ришельё действовал достаточно беспорядочно во всех направлениях сразу, поэтому результаты не соответствовали масштабам замысла. Так, компании Новой Франции, заинтересованной только в наживе, не удалось сохранить Квебек, свой первый город в Северной Америке. Престижу короля она послужила, но заселить настолько северную колонию не удалось. После начала войны с Испанией в 1635 году развитие торговли и колонизации прекратилось: ресурсы и внимание оказались сосредоточены на войне. Таким образом, Ришельё не удалось основать в колониях вице-королевства и французские провинции.

## Поздние годы
Историк Франсуа Блюш констатирует:
Двумя самыми известными деяниями министра Ришельё являются взятие Ла-Рошели (1628) и «день одураченных» (1630).
Так, вслед за будущим академиком, острословом Гильомом Ботрю, графом де Серрана, стали называть понедельник 11 ноября 1630 года. В этот день Ришельё готовил свою отставку; королева-мать Мария Медичи и хранитель печати Луи де Марильяк были уверены в своей победе, но вечером в Версале кардинал узнал от короля, что в опале оказалась происпанская «партия святош».
В 1638 году Ришельё приобрёл вакантный титул герцога Эгильонского для своей племянницы госпожи де Комбалэ — Мари-Мадлен де Виньеро, с 1622 года вдовы маркиза де Комбалэ (Cambalet).
Кардинал Ришельё скончался 4 декабря 1642 года от продолжительных болезней в возрасте 57 лет. Похоронен в гробнице в церкви на территории Сорбонны. Сам Людовик XIII пережил своего министра меньше чем на год.
Заслуги кардинала перед Францией по достоинству оценил один из его принципиальных противников:

«Как бы ни радовались враги Кардинала, увидев, что пришёл конец их гонениям, дальнейшее с несомненностью показало, что эта потеря нанесла существеннейший ущерб государству; и так как Кардинал дерзнул столь во многом изменить его форму, только он и мог бы успешно её поддерживать, если бы его правление и его жизнь оказались более продолжительными. Никто лучше его не постиг до того времени мощи королевства и никто не сумел объединить его полностью в руках самодержца. Суровость его правления привела к обильному пролитию крови, вельможи королевства были сломлены и унижены, народ обременён податями, но взятие Ла-Рошели, сокрушение партии гугенотов, ослабление Австрийского дома, такое величие в его замыслах, такая ловкость в осуществлении их должны взять вверх над злопамятством частных лиц и превознести его память хвалою, которую она по справедливости заслужила».— Франсуа де Ларошфуко. Мемуары.

## Создание централизованного государства

### Борьба с аристократией
Основным противником создания централизованного государства, бывшего целью Ришельё, выступала французская аристократия. Кардинал добивался от знати безусловного подчинения королевской власти, хотел отменить ряд привилегий, ущемлявших власть монарха, наносивших ущерб другим сословиям и интересам государства. Главным образом реформы кардинала вызывали протест именно в высших слоях общества.
- В 1626 году вышел эдикт, запрещавший дуэли под страхом лишения дуэлянтов дворянского титула. Это стало попыткой сохранить сословие от самоуничтожения. Вскоре после издания эдикта дуэльная статистика пошла на убыль.
- В том же году ряду аристократов было предписано срыть укрепления своих замков, дабы пресечь в дальнейшем превращение этих замков в оплоты оппозиции. Это вызвало ненависть дворянства, которое лишалось укреплённых баз, но всё-таки было приведено в жизнь.
- Ришельё ввёл систему интендантов. Эти лица, присланные из центра, не покупали свои должности, как остальные чиновники, а получали их из рук короля. Следовательно, в отличие от офисье (чиновников, купивших свои посты), интендантов всегда можно было уволить, если они не справлялись со своими обязанностями. Это превращало их в надёжные орудия власти. Поддержка короны позволила интендантам постепенно подчинить себе весь аппарат управления провинциями, усилив власть центра и ущемив тем самым представителей традиционной местной элиты (аристократию и офисье)
- В армии Ришельё усилил контроль центра. Он ввёл дублирование военачальников, когда в каждую армию направлялись два полководца. Эта система улучшила контроль короны над армией, но оказалась неэффективной и способствовала поражениям в начальный период Тридцатилетней войны, поэтому была отменена. Зато система военных интендантов сохранилась. Отныне жалование солдатам и офицерам получали не командиры частей, а сами военнослужащие из рук военных интендантов. Это ослабило власть создателей этих частей над своими подчинёнными и усилило позиции короля.
- В центральном аппарате управления выросло значение секретарей, каждый из которых контролировал те или иные вопросы, и суперинтенданта. Все они напрямую назначались королём, то есть позиции аристократии были ослаблены.

Усиление контроля над провинциями позволило Ришельё значительно увеличить рост доходов короны. Но рост налогов вызвал ненависть против нововведений, что привело к восстаниям и борьбе против них, как при жизни кардинала, так и после.
Представители высшей аристократии стремились сохранить свою политическую независимость, объявляя себя равными королю — в духе феодальных традиций. Понимание кардиналом сущности государства полностью отличалось от того, как представляли его себе гранды. Кардинал лишил их суверенитета на своих землях, права юстиции и назначения должностных лиц, издания законов от своего имени.
Через несколько лет после вступления в должность первого министра кардинал вызвал почти всеобщую ненависть высшей аристократии, что подвергало его жизнь серьёзной опасности. Но для него превыше всего были интересы Франции. Король Людовик XIII, понимая, что сам не справится со всеми проблемами, всецело доверяет кардиналу и защищает его от всех нападок королевы и высшей знати.
В 1631 году во Франции при поддержке Ришельё начинается выпуск первого периодического издания «Газет», которое выходит каждую неделю. «Газет» становится официальным рупором правительства. Так Ришельё начинает мощную пропаганду своей политики. Иногда кардинал сам пишет статьи для газеты. Литературная жизнь Франции не ограничивалась творчеством памфлетистов и газетчиков. За время своего правления Ришельё немало сделал для развития литературы, культуры и искусства. При Ришельё происходит возрождение Сорбонны.
В 1632 году Ришельё раскрыл очередной заговор против короля, в котором участвовали Гастон Орлеанский и герцог де Монморанси.
В 1635 году Ришельё основал Французскую академию и назначил пенсию самым выдающимся и талантливым художникам, писателям, архитекторам.

### Развитие внешне-экономических связей, финансов
Развивалась и морская торговля. Здесь Ришельё налаживал прямые внешне-экономические связи, что позволяло обходиться без посредников. Как правило, Ришельё, наряду с политическими договорами, заключал торговые договоры. За время своего правления Ришельё заключил 74 торговых договора с различными странами, в том числе с Россией. Кардинал много способствовал улучшению финансового положения населения и оздоровления казны. Для облегчения жизни населения были отменены некоторые косвенные налоги, введены законы, стимулирующие предпринимательство и строительство мануфактур. При Ришельё началось активное освоение Канады — Новой Франции. В сфере финансов и налогообложения Ришельё не удалось достичь таких успехов. Ещё до прихода кардинала к власти, финансовое положение страны было плачевным. Ришельё выступал за снижение налогов, однако его позиция не нашла поддержки, а после вступления Франции в Тридцатилетнюю войну первый министр сам был вынужден поднимать налоги.
В конце 1620-х годов была снаряжена торгово-посольская экспедиция в Москву. Обсуждалось два вопроса: присоединение России к антигабсбургской коалиции и предоставление французским купцам права на сухопутный транзит в Персию. По политическим вопросам сторонам удалось прийти к соглашению — Россия вступила в Тридцатилетнюю войну на стороне Франции, правда чисто номинально. Но по торговым вопросам решение принято не было. Французам разрешили торговать в Москве, Новгороде, Архангельске, транзит в Персию предоставлен не был. Зато Россия, борясь с католической Польшей (союзницей Габсбургов), с помощью французов улучшила отношения со Швецией и фактически субсидировала её (путём предоставления разрешений на вывоз хлеба по низким ценам), что способствовало вовлечению последней в Тридцатилетнюю войну. При этом сама Россия отвела угрозу польской интервенции против шведов, начав Смоленскую войну. Роль французской дипломатии в этих вопросах остаётся спорной.

## Тридцатилетняя война (1618—1648)
Испанские и австрийские Габсбурги претендовали на мировое господство. Став первым министром, Ришельё весьма недвусмысленно дал понять, что отныне Франция становится не жертвой испанской гегемонии, а независимым государством с самостоятельной политикой. Ришельё старался избежать непосредственного участия Франции в конфликте до тех пор, пока это было возможно, чтобы за интересы Франции воевали и умирали другие. Поскольку финансы и армия Франции были не готовы, Ришельё поначалу не прибегал к масштабным действиям.
В 1625 году он поставил под французский контроль Вальтеллину, но уже в следующем году заключил с Испанией Монсонский договор, развязав себе руки для борьбы против французских гугенотов. Затем ведёт против Габсбургов Войну за мантуанское наследство, завершившуюся благоприятными для Франции мирными договорами 6 октября 1630 года в Регенсбурге и 6 апреля 1631 года в Кераско. Обещав на переговорах в Регенсбурге нейтралитет Франции во время назревающей войны Габсбургов против шведского короля Густава II Адольфа, Ришельё уклонился от выполнения своих обязательств, дезавуировав своего представителя отца Жозефа, «в наказание» временно сосланного в монастырь. Густаву II Адольфу Ришельё оказал огромную помощь, добившись 26 сентября 1629 года заключения Альтмаркского перемирия между Швецией и Польшей, а затем финансируя шведские военные действия в Германии. Вместе с тем Ришельё искусно противодействует установлению шведской власти над пограничными с Францией прирейнскими областями Германии. Лишь после гибели Густава II Адольфа 16 ноября 1632 года при Лютцене и разгрома шведской армии 6 сентября 1634 года при Нёрдлингене, после которой часть союзников Франции по антигабсбургской коалиции подписывают мир с Империей, а шведская армия отступила в Померанию, Ришельё решился на вступление Франции в Тридцатилетнюю войну.
В марте 1635 года испанцы захватывают Трир и уничтожают французский гарнизон. В апреле Ришельё направляет протест правительству Королевства Испании с требованием Трир покинуть и освободить курфюрста Трира. Протест отклонён. Именно это событие стало решающим — Франция вступает в войну.
В мае 1635 года Европа получает возможность увидеть забытый церемониал, не использовавшийся уже пару веков. Из Парижа выезжают герольды в средневековом одеянии с гербами Франции и Наварры. Один из них вручает акт об объявлении войны Филиппу IV в Мадриде.
29 декабря 1629 года кардинал, получив титул генерал-лейтенанта Его Величества, отправился командовать войском в Италию, где подтвердил свои военные таланты и познакомился с Джулио Мазарини. Последний стал ближайшим соратником Ришельё, что помогло ему впоследствии стать первым министром Франции.
В основу своей политики Ришельё положил выполнение программы Генриха IV: укрепление государства, его централизация, обеспечение главенства светской власти над церковью и центра над провинциями, ликвидация аристократической оппозиции, противодействие испано-австрийской гегемонии в Европе. Главный итог государственной деятельности Ришельё состоит в утверждении абсолютизма во Франции. Холодный, расчётливый, часто весьма суровый до жестокости, подчинявший чувство рассудку, кардинал Ришельё крепко держал в своих руках бразды правления и, с замечательной зоркостью и дальновидностью замечая грозящую опасность, предупреждал её при самом появлении.

## Факты и память
Согласно общественным опросам, кардинал Ришельё входит в пятёрку великих исторических персонажей Франции.
- Кардинал своей жалованной грамотой от 29 января 1635 года основал знаменитую Французскую Академию, существующую до сих пор и имеющую 40 членов — «бессмертных». Как указывалось в грамоте, Академия создана, «чтобы сделать французский язык не только элегантным, но и способным трактовать все искусства и науки».
- Кардинал Ришельё на месте своего родового поместья заложил город, лично разработав его план. Город Ришельё располагается в регионе Центр, в департаменте Эндр и Луара.
- Во Франции существовал тип линкоров Ришельё, названный в честь кардинала.
- Кардинал Ришельё был известен, среди прочего, своей невероятной любовью к кошкам, коих у него было четырнадцать. С ними он играл каждое утро, откладывая все государственные дела[57].

## Сочинения Ришельё
- Le testament politique ou les maximes d’etat.

Рус. пер.: Ришельё А.-Ж. дю Плесси. Политическое завещание. Принципы управления государством. — М.: Ладомир, 2008. — 500 с. — ISBN 978-5-86218-434-1
- Memoires (изд. 1723).

Рус. пер.: Ришельё. Мемуары.
 — М.: АСТ, Люкс, Наш дом — L’Age d’Homme, 2005. — 464 с. — Серия «Историческая библиотека». — ISBN 5-17-029090-X, ISBN 5-9660-1434-5, ISBN 5-89136-004-7
 — М.: АСТ, АСТ Москва, Наш дом — L’Age d’Homme, 2008. — 464 с. — Серия «Историческая библиотека». — ISBN 978-5-17-051468-7, ISBN 978-5-9713-8064-1, ISBN 978-5-89136-004-4

## Отражение в культуре и искусстве

### Художественная литература
Александр Дюма на страницах романов о мушкетёрах создал образ «человека в красном», являющийся в большей степени отражением эмоций. Кардинал в «Трёх мушкетёрах» (1844) является придуманным Атосом, Арамисом, Портосом и д’Артаньяном «полупризраком». Он скрытен, жесток, лжив, лицемерен и настойчив в своей ненависти, что было далеко от правды. В романе «Двадцать лет спустя» (1845) те же мушкетёры признают ошибочность своего мнения и восхваляют Ришельё. В более позднем романе «Красный сфинкс» (1866) Дюма пересматривает и расширяет образ кардинала, показывая его сердечным, чувствительным и умеющим сочувствовать персонажем.
- 1640 — «Гораций» Пьера Корнеля посвящён кардиналу Ришельё как своего рода подарок покровителю.
- 1826 — роман Альфреда де Виньи «Сен-Мар, или Заговор времён Людовика XIII»
- 1829 — пьеса «Марион Делорм» Виктора Гюго.
- 1849 — пьеса Александра Дюма и Огюста Маке «Юность мушкетёров».
- 1866 — роман «Красный сфинкс» Александра Дюма полностью посвящён кардиналу Ришельё.
- 1906 — в романе «Барделис великолепный» Рафаэля Сабатини Ришельё изображён покровителем главного героя.
- 1968 — «Любовь кардинала» Эвелин Энтони рассказывает о романе между Ришельё и королевой Анной Австрийской.
- 1982 — роман Еремея Парнова «Ларец Марии Медичи».
- 2002 — роман «Д’Артаньян — гвардеец кардинала» Александра Бушкова .
- 2011 — в серии книг «Государственные тайны» Жюльетты Бенцони является одним из отрицательных героев.
- 2014 — в романе немецкого писателя Георга Борна «Анна Австрийская или мушкетёры королевы» Ришельё показан одним из главных антагонистов книги.

### Кинематограф
- 1929 — Железная маска (США) режиссёра Аллана Двона. Ришельё — Найджел Де Брулир.
- 1935 — Кардинал Ришельё (США) режиссёра Роуленда Ли. Ришельё — Джордж Арлисс.
- 1939 — Человек в Железной маске (США) режиссёра Джеймса Уэйла. Ришельё — Найджел Де Брулир.
- 1971 — Дьяволы (Великобритания) режиссёра Кена Рассела. В роли Ришельё — Кристофер Лог.
- 1977 — Ришельё (Франция) режиссёра Жан-Пьера Декура. Ришельё — Пьер Вернье.
- 1978 — Мазарини (Франция) режиссёра Пьера Кардиналя. Ришельё — Пьер Вернье.
- 1981 — Сек-Мар (Франция) режиссёра Жан-Клода Бриали. Ришельё — Жорж Маршаль.
- 1984 — Капитан Фракасс (СССР) режиссёра Владимира Савельева. Ришельё — Валентин Никулин.
- 2009 — «Королева и кардинал», Франция. В роли Ришельё — Рюфюс .
- 2014 — Ришельё, пурпур и кровь (Франция) режиссёра Анри Эльмана. Ришельё — Жак Перрен.

Экранизации романа «Три мушкетёра»
- 1921 — Три мушкетёра (Франция) режиссёра Анри Диаман-Берже. Ришельё — Эдуар де Макс.
- 1921 — Три мушкетёра (США) режиссёра Фреда Нибло. Ришельё — Найджел Де Брулир.
- 1948 — Три мушкетёра (США) режиссёра Джорджа Санди. Ришельё — Винсент Прайс
- 1961 — Три мушкетёра (Франция, Италия) режиссёра Бернара Бордери. Ришельё — Даниель Сорано.
- 1973 — Три мушкетёра (Великобритания, США, Испания, Панама) режиссёра Ричарда Лестера. Ришельё — Чарлтон Хестон.
- 1974 — Четыре мушкетёра: Месть миледи (Великобритания, США, Испания, Панама) режиссёра Ричарда Лестера. Ришельё — Чарлтон Хестон.
- 1974 — Четыре мушкетёра (Франция) режиссёра Андре Юнебеля. Ришельё — Бернар Алле[фр.].
- 1974 — Четверо против кардинала (Франция) режиссёра Андре Юнебеля. Ришельё — Бернар Алле.
- 1978 — Д’Артаньян и три мушкетёра (СССР) режиссёра Георгия Юнгвальд-Хилькевича. Ришельё — Александр Трофимов (озвучка — Михаил Козаков, песни — Александр Трофимов).
- 1993 — Три мушкетёра (США, Великобритания) режиссёра Стивена Херека. Ришельё — Тим Карри.
- 2001 — Мушкетёр (Германия, Люксембург, США, Великобританя) режиссёра Питера Хайамса. Ришельё — Стивен Ри.
- 2001 — «Мушкетёры» (Франция). В роли Ришельё — Бен Кросс.
- 2004 — «Миледи» (Франция). В роли Ришельё — Мартен Ламот.
- 2011 — Мушкетёры (Великобритания, Франция, Германия) режиссёра Пола У. С. Андерсона. Ришельё — Кристоф Вальц.
- 2013 — Три мушкетёра (Россия) режиссёра Сергея Жигунова. Ришельё — Василий Лановой.
- 2014—2016 — «Мушкетёры» (Великобритания). В роли Ришельё — Питер Капальди.
- 2023 — «Три мушкетёра: Д'Артаньян» (Франция). В роли Ришельё — Эрик Руф.

### Документальные фильмы
- 2013 — «Кардинал Ришельё: Небеса могут подождать».